# Varkenslintworm
De varkenslintworm (Taenia solium) is een lintworm die als gastheren de mens en varkens heeft. De mens kan zowel lintwormdrager als cysticercusdrager zijn. Varkenslintwormen komen wereldwijd voor, maar zijn door verbeterde hygiëne zeldzaam geworden in de meer ontwikkelde landen. Onder moslims en joden komt varkenslintworm vrijwel niet voor omdat die geen varkensvlees eten.

## Beschrijving van de lintworm

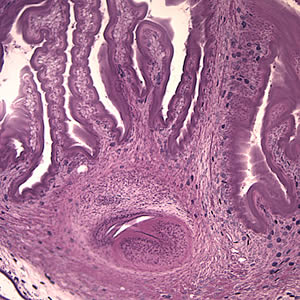
Ei met larve

De lintworm bestaat uit een kop of scolex die zich in het slijmvlies van het maag-darmkanaal heeft verankerd en circa vijf meter lang kan worden. Voedsel wordt door de worm via de huid uit het maag-darmkanaal opgenomen. De rest van de worm bestaat uit ca. 1000 geledingen of proglottiden die langzaam groter worden naarmate men verder van de kop afkomt en die grotendeels gevuld zijn met eierstokken die enorme aantallen (80.000 a 100.000 per proglottide) eieren produceren. De laatste geledingen laten, gevuld met rijpe eieren, los en verlaten met de ontlasting het lichaam. De proglottiden zijn onbeweeglijk (integenstelling tot de runderlintworm Taenia saginata). In de natuur zullen Varkens zich besmetten door segmenten op te nemen en zo tot 80 000 eitjes per segment.

## Levenscyclus

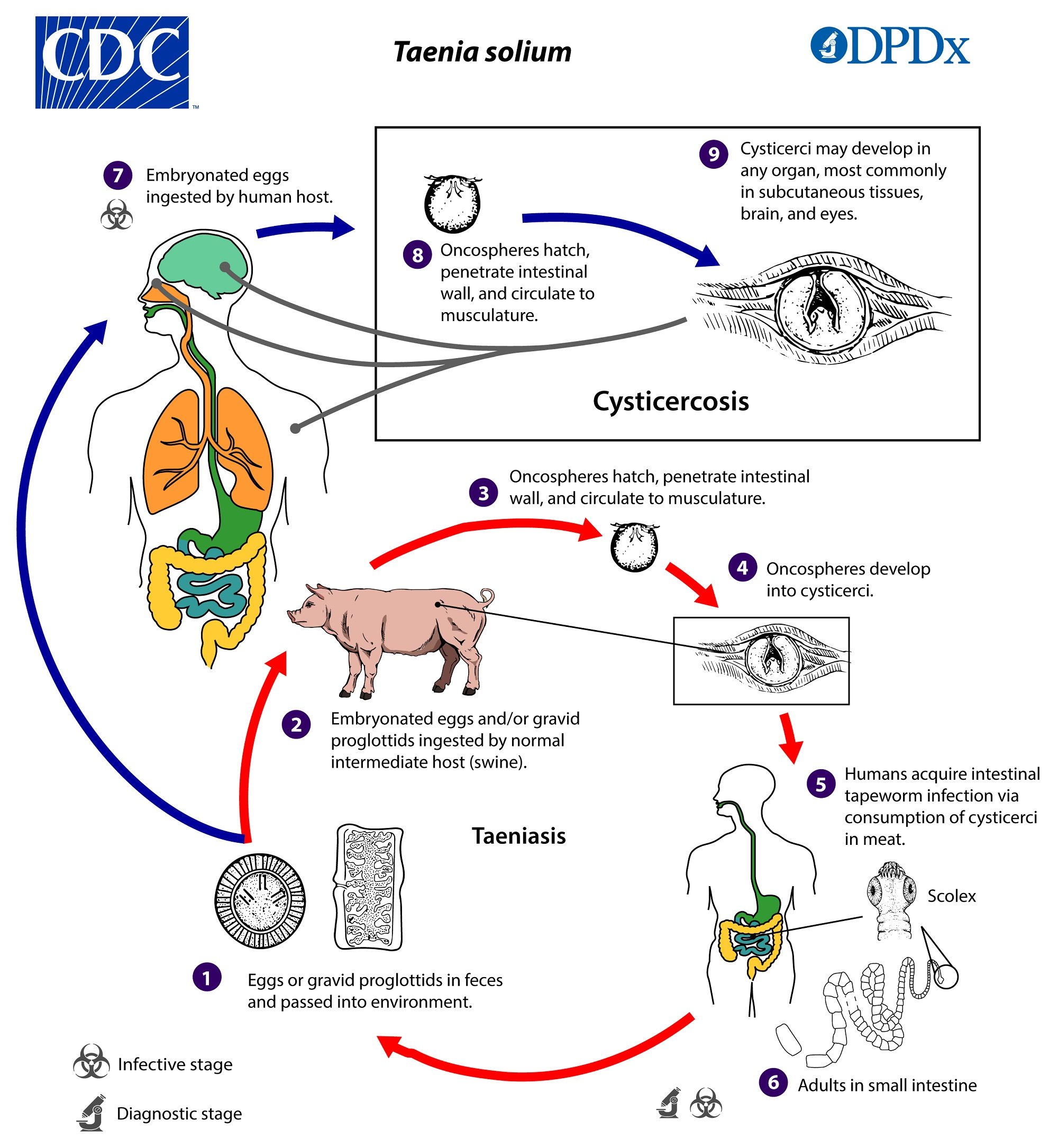
Levenscyclus

De lintwormeieren worden door de mond opgenomen door varkens en andere dieren en komen in de maag uit, waarbij een oncospheer vrijkomt die door de darmwand heen migreert en in spierweefsel of in andere organen van het varken (of van de mens) een cyste-achtige structuur, de cysticercus vormt. Dit is een blaas gevuld met vocht waarin zich een onrijpe lintwormkop bevindt. Deze kan eveneens jaren in het dier overleven. Wordt het varken geslacht en opgegeten zonder het vlees voldoende te verhitten, dan krijgt de mens de levende lintwormkop binnen die zich in de darm in de loop van circa 2 maanden weer ontwikkelt tot de bekende lintwormvorm, waarna de cyclus opnieuw begint.

## Symptomen
Een mens met een lintworm merkt daar meestal weinig van, op vage buikklachten na. Het is zeker niet zo dat zo iemand altijd sterk vermagert. Wel kunnen meestal de lintwormsegmenten in de ontlasting worden gevonden als de worm eenmaal voortplantingsrijp is. Behandeling is tamelijk eenvoudig met een korte kuur van een lintwormdodend middel zoals praziquantel.

## Cysticercose, het dragen van cysten
Is de mens ook de tweede tussengastheer, dan kan er in allerlei organen cysticercose ontstaan. Deze lintwormcysten veroorzaken vooral klachten door de ruimte die ze innemen. De hersenen zijn hiervoor het gevoeligst, met als symptomen uitvalverschijnselen of epilepsie, maar ook in de longen en in de lever kunnen lintwormcysten ontstaan. Bij het barsten van zo'n lintwormcyste kan een hevige allergische reactie optreden door het plots in het lichaam vrijkomen van veel lichaamsvreemd lintwormmateriaal; operaties aan dergelijke cysten moeten om die reden behoedzaam worden verricht.

## Preventie
Veekeuring van geslacht vlees detecteert de cysten, riolering zorgt dat ontlasting van lintwormdragers niet meer op plaatsen terechtkomt waar vee de eieren kan opeten. Hierdoor zijn varkenslintwormen in westerse landen zeldzaam geworden. Bij Taenia solium bestaat een zekere kans op zelfbesmetting bij onvoldoende ontlastingshygiëne; reden waarom T. solium meer wordt gevreesd dan T. saginata.